# Seznam ameriških računalnikarjev
Seznam ameriških računalnikarjev.

## A
- Leonard Adleman (1945 –)
- Paul Allen (1953 – 2018)
- Andrew Appel

## B
- David A. Bader
- David Harold Bailey (1948 –)
- Ruzena Bajcsy (1933 –) (slovaško-ameriška)
- Rob Barnaby
- Manuel Blum (1938 –)
- Kurt Bollacker
- David Bradley (1949 –)
- Franc Brglez ?
- Sergey Brin (1973 –) (rusko-ameriški)
- Fred Brooks

## C
- Bryan Cantrill
- John Carmack (1970 –)
- Edwin Catmull
- Vint Cerf
- Gregory Chaitin (1947 –)
- Bernard Chazelle
- James Henry Clark (1944 –)
- John Cocke
- Lynn Conway
- Dave Cutler

## D
- Frederick J. Damerau (1931 – 2009)
- Mark Dean
- Michael Dertouzos
- Jack Dongarra
- Robert Drost

## E
- Annie Easley
- J. Presper Eckert
- Alexei A. Efros
- Alan Eustace

## F
- Scott Fahlman
- David Filo (1966 –)
- Patrick Carl Fischer (1935 – 2011)
- Robert Floyd
- Edward Fredkin

## G
- Bill Gates (1955 –)
- Lee Giles
- Joseph Goguen
- Marcel Jules Edouard Golay (1902 – 1989) (švicarsko-ameriški)
- James Gosling
- Bill Gosper (1943 –)
- Robert M. Graham

## H
- J. Storrs Hall
- Jon »maddog« Hall (1950 –)
- Patrick J. Hayes
- Carl Hewitt
- Bill Hibbard
- W. Daniel Hillis
- Herman Hollerith (1860 – 1929)
- Gerard J. Holzmann
- Grace Hopper (1906 – 1992)
- Jim Horning
- David A. Huffman
- Dick Hustvedt

## J
- Steve Jobs  (1955 – 2011)

## K
- Paris Kanellakis
- Richard Karp
- Alan Kay
- John George Kemeny (1926 – 1992)
- Jack Kilby (1923 – 2005)
- Stephen Cole Kleene (1909 – 1994)
- Leonard Kleinrock
- George Klir
- Donald Knuth (1938 –)
- Alan Kotok (1941 – 2006)
- Miroslav Kubat
- Thomas Eugene Kurtz

## L
- Leslie Lamport (1941 –)
- Jaron Lanier (1960 –)
- Steve Lawrence (računalnikar)
- Barbara Liskov
- Lju Gang (1961 –) (kitajsko-ameriški)

## M
- John McAfee (1946 – 2011)
- John McCarthy (računalnikar)
- Carver Mead
- Robert Metcalfe
- Nicholas Metropolis (1915 – 1999)
- Marvin Minsky (1927 – 2016)
- Cleve Moler
- Lou Montulli
- Gordon Moore (1929 – 2023)
- Calvin Mooers
- J Strother Moore
- Ian Murdock

## N
- Nicholas Negroponte (1943 –) grško-ameriški arhitekt ...
- Harry Lewis Nelson (1932 – 2024)
- Peter G. Neumann
- Robert Noyce (1927 – 1990)

## O
- Bernard M. Oliver
- Pierre Omidyar

## P
- Larry Page (1973 –)
- Oren Patashnik (1954 –)
- Chuck Peddle (1937 – 2019)
- Bruce Perens (1950 ali 1958 –)
- Ken Perlin
- Alan Perlis
- Benjamin C. Pierce
- Hilary Putnam  (1926 – 2016)

## R
- Michael O. Rabin (1931 –) (poljsko-izraelski)
- Jef Raskin
- Mike Reed
- John C. Reynolds
- Joyce K. Reynolds
- Dennis Ritchie (1941 – 2011)
- Ronald Rivest (1947 –)
- France Rode (1934 – 2017)
- John Rushby (1949 –) (britansko-ameriški)

## S
- Gerard Salton
- Jerome H. Saltzer
- Dana Scott
- Robert Sedgewick
- Ted Selker
- Jeffrey Shallit (1957 –)
- Donald Shell (1924 – 2015)
- Peter Shor
- Carl Herbert Smith
- Harry Sneed (1940 –)
- William Stallings
- Guy L. Steele mlajši
- Michael Stonebraker (1943 –)
- Richard Matthew Stallman (1953 –)
- Clifford Stoll (1950 –)
- Randy Suess
- Aaron Swartz (1986 – 2013)

## T
- Andrew S. Tanenbaum
- Robert Tarjan
- Larry Tesler (1945 – 2020)
- Kenneth Thompson  (1943 –)
- Ray Tomlinson
- Linus Torvalds (1969 –) (finsko-ameriški)
- Bud Tribble
- Patrick Tufts

## V
- Andrew Viterbi

## W
- Jimmy Wales (1966 –)
- Larry Wall (1954 –)
- Bruce Webster
- Mark Weiser
- Andrew B. Whinston
- Steve Wozniak (1950 –)

## Z
- Lotfi Aliasker Zadeh (1921 – 2017)
- Mark Zuckerberg (1984 –)